# Батальон «Зринский»
Батальон «Зринский» (хорв. Bojna Zrinski) — подразделение специального назначения Национальной гвардии Хорватии и позднее Сухопутных войск Хорватии, сформированное в Кумровце 18 мая 1991 года во время войны Хорватии за независимость. В батальон набирались военнослужащие специальных полицейских подразделений и ветераны Французского Иностранного легиона. Командиром батальона изначально был Анте Росо, его преемником в августе 1991 года стал майор Миленко Филипович. Батальон был назван в честь средневековой княжеской династии Зринских, давшей Хорватии целую плеяду героев-мучеников.
Батальон обучал добровольцев в Вуковаре в июне 1991 года, прежде чем принять боевое крещение под Хорватской-Костайницей, в битве за Госпич и под Слано в 1991 году. К концу 1991 года подразделение стало использоваться как отряд специального назначения хорватской армии. В 1992 году его части сражались за Купрес и участвовали в операции «Тигр» для прорыва блокады Дубровника. Также батальон участвовал в вооружении Хорватского совета обороны, создав для него учебный лагерь в Томиславграде. В 1993 году батальон принял участие в операции «Масленица». В феврале 1994 года батальон был расформирован, а личный состав направлен в 1-ю гвардейскую бригаду Национальной гвардии.

## Предыстория
В 1990 году на парламентских выборах потерпела поражение правящая коммунистическая партия, а победу одержала националистическая партия Хорватское демократическое содружество, которая после прихода к власти приняла ряд мер и законов, расценённых как дискриминационные по отношению к составлявшим значительный процент населения республики сербам. Это усилило взаимную неприязнь между хорватами и сербами на этнической почве. Командование Югославской народной армии посчитало, что Хорватия, взяв курс на сецессию, может воспользоваться силами Территориальной обороны, создать собственные вооружённые силы и вступить в открытое противостояние с центральными властями — в связи с чем, распорядилось конфисковать всё оружие Территориальной обороны. Руководство СР Сербии в 1991 году, заручившись поддержкой СР Черногории, а также части населения Воеводины и Косова, несколько раз обращалось к Президиуму СФРЮ с просьбой дать добро на разоружение хорватских служб безопасности, однако получало отказ. 15 марта Президиум также отклонил и просьбу о введении военного положения.
В начале 1991 года у Хорватии не было регулярных войск, и чтобы обеспечить обороноспособность, хорваты удвоили численность полиции (до 20 тысяч человек). Самым эффективным подразделением был отряд из 3 тысяч человек, разделённый на 12 батальонов по военному образцу; также были ещё от 9 до 10 тысяч резервистов, разделённые на 16 батальонов и 10 рот, но у них не было достаточного количества оружия. 12 апреля 1991 года началась подготовка к образованию так называемой Национальной гвардии Хорватии — полувоенного полицейского подразделения, в наличии которого хорватское руководство крайне нуждалось. Прогремевшие в марте столкновения в Пакраце и перестрелка на Плитвицких озёрах могли стать предпосылкой к столкновениям с частями Югославской народной армии. 23 апреля был издан указ об образовании Национальной гвардии Хорватии, в чьи обязанности входили поддержание общественного и конституционного порядка на территории страны, борьба против терроризма, охрана воздушного пространства, земель и территориальных вод Хорватии, а также защита стратегически важных институтов и высокопоставленных лиц.

## Служба
18 мая 1991 года по приказу заместителя министра обороны Гойко Шушака, был образован батальон «Зринский» — специальное подразделение Национальной гвардии. Ядром батальона стали 27 добровольцев, ранее служивших в Кумровецком специальном отряде полиции (он насчитывал 300 человек, его командиром был Невен Мартич). Часть отряда составляли бывшие военнослужащие Французского Иностранного легиона, наиболее опытным из которых был Анте Росо, получивший звание подофицера в 4-м Иностранном полку и ставший первым командиром батальона «Зринский». Майор Миленко Филипович, также служивший в Иностранном легионе, был назначен заместителем командира. Батальон размещался в деревне Кумровец (Хорватское Загорье), штабом служила бывшая школа политподготовки имени Иосипа Броза Тито. Место было выбрано так, чтобы авиация ЮНА не смогла добраться до него, не вторгаясь в воздушное пространство Словении или Австрии. В июне 1991 года Кумровецкий специальный отряд полиции был переведён на гору Слеме к северу от Загреба, предоставив свою Кумровецкую базу Зринскому батальону и ещё одному спецподразделению — батальону «Франкопан».
15 июня батальон, базировавшийся на тот момент в Опатоваце, приступил к активной службе в Вуковаре, занявшись подготовкой к его обороне и организацией добровольческих отрядов. 1 августа Филипович занял должность командира вместо Росо, и в тот же день батальон вместе с частью 1-й бригады «A» отправился в Бановину, вступив в бой с отрядами краинских сербов за Хрватска-Костайницу, а после занятия Костайницы вернулся обратно на базу. 4 сентября батальон вступил в бои за Госпич против Югославской народной армии и отрядов местных сербов и в ходе боёв захватил казармы «Канижа» в городе. Также 30 бойцов батальона «Зринский», при поддержке специального полицейского подразделения Лучко, ведомые Мирко «Кево» Норацем, захватили в плен генерал-майора ЮНА Трайче Крстевского, три бронетранспортёра и 32 солдат. Затем батальон прибыл в Меткович 28 октября, получив задачу отбить Слано у югославских войск, с чем успешно справился, захватив гору Тимор. По прибытии в Госпич, часть батальона «Зринский» отправилась в Боснию и Герцеговину, в то время как остатки батальона ушли в Кумровец. Указом от 3 ноября 1991 Национальная гвардия Хорватии была переименована в Хорватскую армию, а в самом конце того же года силами батальона «Зринский» был создан ещё один батальон специального назначения — батальон «Матия Влачич», дислоцированный в Опатии.
В 1992 году батальон участвовал в боях за Купрес на территории Боснии (операция «Сутьеска-2»), закончившихся поражением хорватских войск, а вскоре создал свой учебный лагерь в Томиславраде, где личный состав батальона занимался подготовкой солдат ХВО. В том же году батальон принял участие в операции «Тигр» для прорыва блокады Дубровника и отличился взятием Трескаваца, однако командир батальона Миленко Филипович был ранен в тех боях. Через год батальон участвовал в операции «Масленица» и сражался в районе Шкабрни, заняв территорию от Смоковица до Мурвицы и приняв участие в обороне Новиграда. По мнению американской разведки, батальон «Зринский» был одним из лучших подразделений сухопутных войск Хорватии.

## Расформирование
25 февраля 1994 года батальон «Зринский» был объединён с батальоном «Франкопан» и другими спецподразделениями армии (в том числе с 4-м специальным батальоном «Король Томислав») в 1-ю гвардейскую механизированную бригаду, которая стала частью 1-го гвардейского корпуса, подчинявшегося непосредственно Министерству обороны Хорватии, а не Генеральному штабу ВС Хорватии.

### Книги
- Central Intelligence Agency, Office of Russian and European Analysis. Balkan Battlegrounds: A Military History of the Yugoslav Conflict, 1990–1995. — Washington, D.C.: Central Intelligence Agency, 2002. — ISBN 978-0-16-066472-4.
- Central Intelligence Agency, Office of Russian and European Analysis. Balkan Battlegrounds: A Military History of the Yugoslav Conflict, 1990–1995, Volume 2. — Washington, D.C.: Central Intelligence Agency, 2002. — ISBN 978-0-16-066472-4.
- Marko Attila Hoare. The War of Yugoslav Succession // Central and Southeast European Politics Since 1989 / Sabrina P. Ramet. — Cambridge, England: Cambridge University Press, 2010. — С. 111–136. — ISBN 978-1-139-48750-4.
- Ante Nazor. Počeci suvremene hrvatske države: kronologija procesa osamostaljenja Republike Hrvatske: od Memoranduma SANU 1986. do proglašenja neovisnosti 8. listopada 1991. — Zagreb, Croatia, 2007. — ISBN 978-953-7439-01-9.

### Статьи в научных журналах
- Mirko Bilandžić, Stjepan Milković. Specijalne vojno-policijske protuterorističke postrojbe: Hrvatska i svijet // Polemos: Journal of Interdisciplinary Research on War and Peace. — Croatian Sociological Association and Jesenski & Turk Publishing House, 2009. — № 12. — С. 33–60. — ISSN 1331–5595.

### Издания прессы
- Marina Biluš. Tajna snimka tereti generala Filipovića (хорв.) // Nacional. — 2004. Архивировано из оригинала 6 декабря 2013 года.
- Orhidea Gaura. Registar skriva bosansku tajnu (хорв.) // Nacional. — 2010. Архивировано 12 июня 2010 года.
- Ante Gugo. Špegelj je od mene tražio da ubijam Srbe po Zagrebu! (хорв.) // Slobodna Dalmacija. — 2000.
- Gordan Malić. Kome je odan Gotovina? Hrvatskim nacionalistima i biskupima ili Mesiću? Ili nikome!? (хорв.) // Jutarnji list. — 2011.
- Marko Marković. Orešković i Norac zaslužni što Gospić danas nije Teslingrad! (хорв.) // Slobodna Dalmacija. — 2000.
- Miljenko Filipović (хорв.) // Večernji list. Архивировано 4 марта 2016 года.
- MUP raspliće mrežu pomagača (хорв.) // Vjesnik. — 2004. Архивировано 7 декабря 2013 года.
- Škabrnja je padala tri puta i ostala hrvatska (хорв.). — Zadarski list, 2013.
- Krešimir Žabec. Predsjednik Josipović iz bojne izbacio sve umiješane u "sumnjive poslove" (хорв.) // Jutarnji list. — 2010.

### Прочие ссылки
- Povjesnica (хорв.). Министерство обороны Хорватии (8 июля 2013). Дата обращения: 15 февраля 2016. Архивировано из оригинала 30 ноября 2013 года.
- Bivši pripadnici bojne "Matija Vlačić" u posjetu BSD-u (хорв.). Hrvatski vojnik. Министерство обороны Хорватии (сентябрь 2013). Архивировано из оригинала 7 декабря 2013 года.
- Special Unit of Ministry of Defense Battalion 'Zrinski' (англ.). Vojska.net.